# Фран Јериша
Фран Јериша (3. април 1829, Шмартно под Шмарно горо (данас део општине Љубљана, Словенија) — 2. септембар 1855, Беч) био је словеначки песник и лингвиста. Користио је и псеудоним Детомил.. 
Са одличним успехом завршио је љубљанску гимназију и уписао на лицеј. Студиј правосуђа је наставио у Бечу и касније наставио на филозофском факултету. Преводио је са руског, пољског, српског и енглеског језика. Писао је родољубиве песме, једна од познатијих је била словен. Sem slovenska deklica (песма је била објављена и у првом српском Илустрованом листу 25. децембра 1919 као словен. Slovenska deklica). 
Дела су била објављена и у књижевном листу словен. Vedež, Novice, Slovenija и Ljubljanski Časnik.
Умро је због колере и сахрањен у заједничком гробу (број 45) на гробљу свети Марко у Бечу. Споменик му је поставио Леополд Шулц-Страшницки, мл., (син од Леополда Шулца-Страшницког, учитеља физике и математике на љубљанској гимназији и професора на Универзитету у Лавову). Надпис на гробу посветио му је словеначки књижевник Франц Цегнар.